# Cantó d'Ambrun
El cantó d'Ambrun és un cantó francès del departament dels Alts Alps, situat al districte de Gap. Té 8 municipis i el cap és Ambrun.

## Municipis
- Baratier
- Chasteurós
- Crevós
- Las Cròtas
- Ambrun
- Les Orres
- Sant Andreu d'Ambrun
- Sant Sauvaire

## Història
| Data d'elecció                           | Identitat     | Partit                     | Qualitat |
| ---------------------------------------- | ------------- | -------------------------- | -------- |
| 1964-1988                                | Paul Dijoud   | RI, després UDF-PR         |          |
| 1988-2001                                | Bruno Chapuis | UDF-CDS                    |          |
| 2001-                                    | Richard Siri  | Divers droite, després UMP |          |
| les dades anteriors no són pas conegudes |               |                            |          |
|                                          |               |                            |          |

| 1962  | 1968  | 1975  | 1982  | 1990  | 1999  | 2007   |
| ----- | ----- | ----- | ----- | ----- | ----- | ------ |
| 5.992 | 6.624 | 6.828 | 7.945 | 8.872 | 9.720 | 10.600 |